# Esta vez no digas nada
Esta vez no digas nada es la última canción del sexto álbum de estudio, Cometas por el Cielo, del grupo español La Oreja de Van Gogh.

## Acerca de la canción
En palabras de Xabi San Martín, Esta vez no digas nada, "habla también [...] de alguien... También es una relación [...] homosexual, lo que pasa también es que es amplio; habla de una relación homosexual y le pide al compañero/compañera, el que es más echado para adelante, pues que acabe con sus prejuicios y sus miedos y que se suelte, se deje llevar" .
Palabras del grupo desde su Facebook: "Las cosas más importantes en la vida las hacemos sin darnos cuenta, sin plantearnos si lo que nos apasiona está bien o mal. Las hacemos de forma natural, sin juzgarnos ante nuestros gustos.
Como la melodía de esta canción que sin ser la típica nuestra, porque la armonía tiene tensiones que no solemos utilizar, nos gustaba como sonaba". 
- Datos: Q5840595